# Linia kolejowa Żukowka – Kletnia
Linia kolejowa Żukowka – Kletnia – linia kolejowa w Rosji łącząca stację Żukowka ze ślepą stacją Kletnia. Zarządzana jest przez region briański Kolei Moskiewskiej (część Kolei Rosyjskich).
Linia położona jest w obwodzie briańskim. Na całej długości jest niezelektryfikowana i jednotorowa. Obecnie nie jest na niej prowadzony ruch pasażerski.

## Historia
Linia została otwarta w 1881 jako odgałęzienie Kolei Orłowsko-Witebskiej.